# Vùng núi Shirakami
Vùng núi Shirakami (kanji: 白神山地, rōmaji: Shirakami-Sanchi, phiên âm Hán-Việt: Bạch thần sơn địa), với cách gọi khác là vùng núi Kosai (弘西山地), là một di sản thế giới được UNESCO công nhận nằm ở vùng Tōhoku, phía bắc đảo Honshū, Nhật Bản. Vùng này bao gồm khu rừng sồi Nhật Bản nguyên sinh cuối cùng từng bao phủ hầu hết khu vực miền Bắc Nhật Bản. Về mặt hành chính, Shirakami thuộc tỉnh Akita và Aomori. Trong toàn bộ khu vực có diện tích 1.300 kilômét vuông (500 dặm vuông Anh), một khu vực rộng 169,7 kilômét vuông (65,5 dặm vuông Anh) được đưa vào danh sách di sản thế giới từ năm 1993. Trong khu vực này có rất nhiều các loài động vật quý hiếm có thể kể đến Gấu đen Nhật Bản, Tỳ linh Nhật Bản, Khỉ Nhật Bản cùng 87 loài chim.

## Mô tả
Đây là một khu vực hoang dã bao phủ một phần ba diện tích dãy núi Shirakami là nơi có khu rừng nguyên sinh còn lại lớn nhất tại Đông Á, là những gì còn sót lại của khu rừng sồi ôn đới bao phủ các ngọn đồi và sườn núi phía bắc Nhật Bản sinh trưởng từ 12.000 năm trước. Độ cao ở đây dao động từ 100 đến 1.243 mét so với mực nước biển. Sồi là loài phân bố khắp khu vực Bắc Mỹ, châu Âu, Đông Á và được cho là loài thực vật có nguồn gốc từ trước Thời kỳ băng hà cuối cùng. Do vị trí gần Biển Nhật Bản nên vùng núi đặc trưng bởi một môi trường tuyết dày đặc biệt, cho phép lưu giữ được một hệ sinh thái rừng sồi hoàn chỉnh và ổn định mà đã biến mất hầu hết trên khắp thế giới.

## Hình ảnh

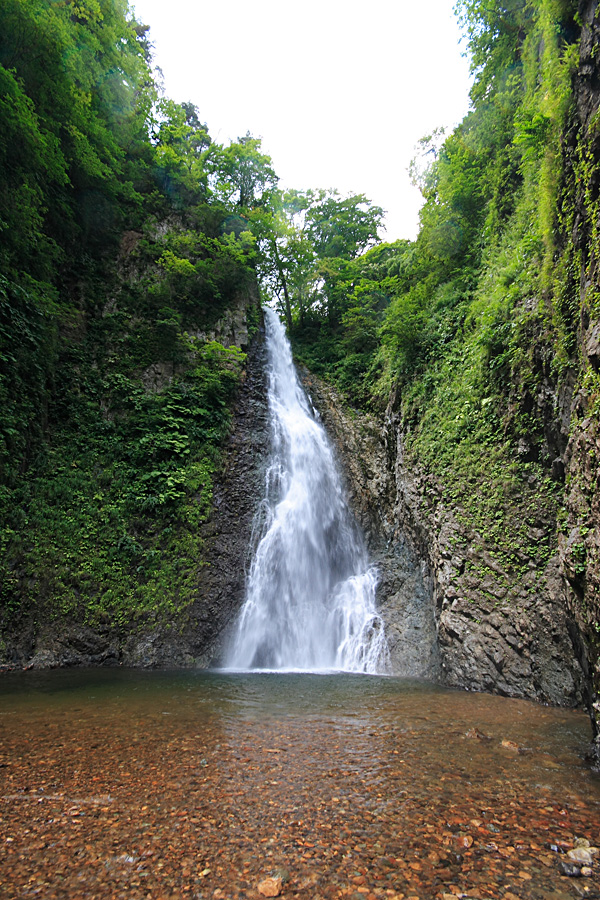
Thác Anmon thứ nhất.
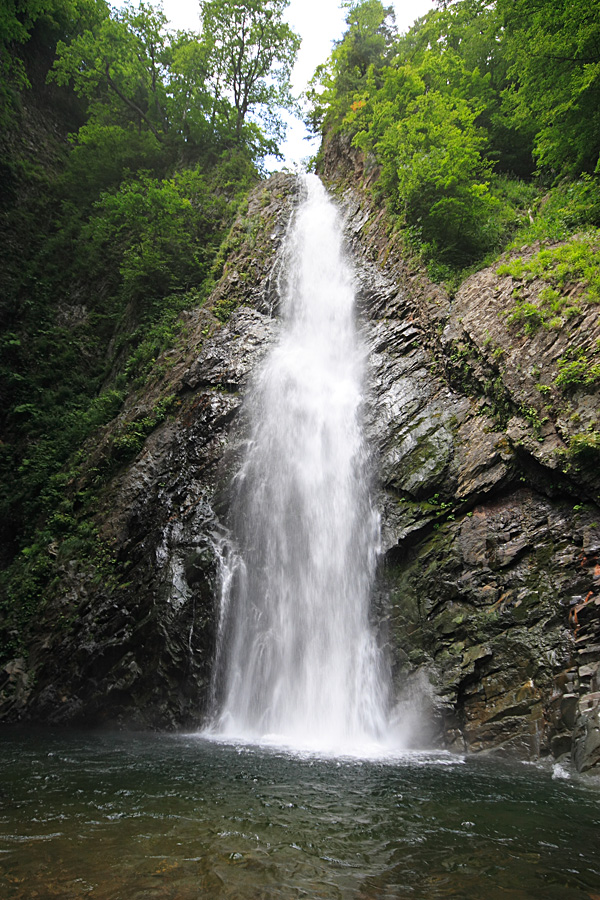
Thác Anmon thứ hai.
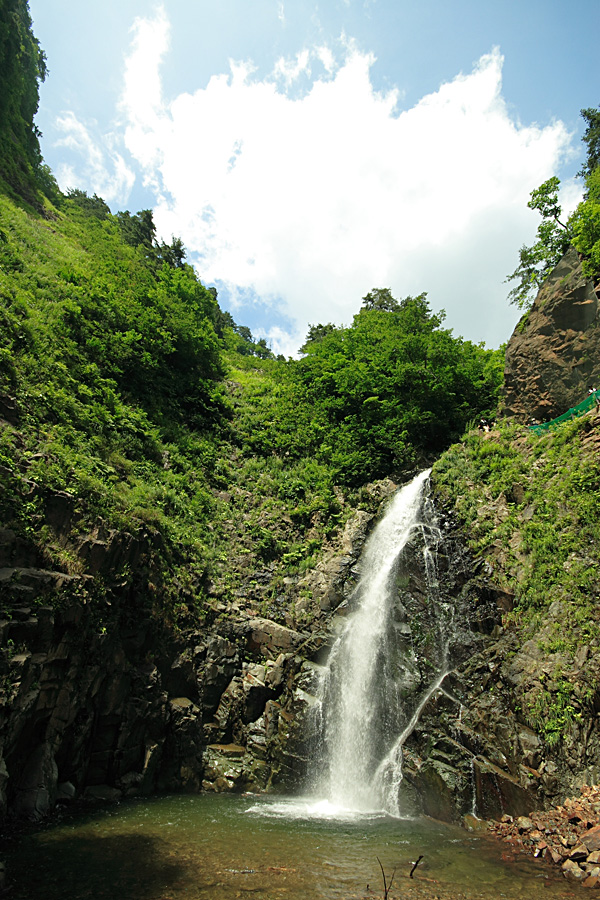
Thác Anmon thứ ba.